# Hyposmocoma mimica
Hyposmocoma mimica là một loài bướm đêm thuộc họ Cosmopterigidae. Nó là loài đặc hữu của Molokai.